# 梅素亭玄魚
梅素亭 玄魚（ばいそてい げんぎょ、文化14年（1817年）‐明治13年（1880年）2月7日）は、江戸時代から明治時代にかけての浮世絵師。

## 来歴
姓は宮城、俗称は喜三郎。梅素亭、玄魚、整軒、楓園、蝌蚪子、水仙子、小井居、樗堂、呂成、楓阿弥と号している。父の宮城貞雄は号を喜斎玄魚といい、本石町4丁目の大経師で、岸本由豆流（ゆずる）に国学を学んでいた。この喜斎玄魚の長男。15歳から20歳までを浅草諏訪町で書画骨董商をする金子吉兵衛方ですごし、後に筆耕を生業とした。もともと師はなく、独学によって絵を習得、『浮世絵師伝』によると弘化年間から作画を始めたとされ、安政のころから主に合巻、シリーズ物の錦絵の袋絵や目録図様、千社札、摺物の図案などに独自の機知製をおびた意匠の才能を発揮しており、ビラ絵の名手と称せられた。なお、安政2年（1855年）の大地震の際には鯰絵を考案して好評を得たといわれ、慶応ころまで活躍している。
仮名垣魯文ら三題噺の愛好家の集まり粋狂連の一員であったほか、芝居を好み、「団十郎老爺」と戯号して六二連の幹事を務めた。六二連は、芝居小屋の土間6側目の2を定位置に観劇する見巧者（芝居通）の集まりで、玄魚のほか、高須高燕や富田砂燕が中心となって劇評し、1878年には『俳優評判記』を刊行した。六二連の人々は「江戸時代の通人を明治の世に生き延びさせたような人たち」と言われた。
浅草黒船町の自宅が火災で焼け、両国吉川町に仮住まいをしていたが、1880年に病気で死去。天王寺 (台東区)に眠る。死後、魯文は雑誌に追悼文「梅素小伝」を発表した。玄魚は気付け薬「宝丹」の販売元として知られる守田治兵衛とも親しかった。

## 家族
玄魚の子に梅素薫がいる。
宮城喜三郎を襲名した子が、明治11年（1878年）に「梅素亭 宮城商店」を浅草区三好町に開店（のち同区黒船町厩橋に移転）、化粧品の「名題洗粉」を売り物とした。この洗い粉は「楽屋つかい名題洗粉」として明治期には知らぬ者のない人気商品となり、大正期には昔ながらの豆粉を原料とする唯一の商品として洗粉の代名詞とも言われた。店先には玄魚の看板を掲げていた。
その後家業廃業し、次代の宮城喜三郎（1891年生、宮城惣吉三男）は東京高等工業学校電気科を卒業し、芝浦製作所に勤務、田園調布に暮らしテニスを趣味とし、その長女宮城黎子、長男宮城淳は著名なテニスプレーヤーとなった。

## 作品
- 「名所江戸百景の目録絵」 大判　安政5年（1858年）
- 「写真鏡　風船図」　大判　文久元年（1861年）　他に落合芳幾による一図が知られる
- 「末広五十三駅図会　目録」 大判　慶応元年（1865年）　大分県立芸術会館所蔵